# Sidewalks of New York
Sidewalks of New York (prt: Nova Iorque - Uma História de Amor; bra: Paixões em Nova York) é um filme estadunidense de 2001, do gênero comédia romântica, escrito, dirigido e estrelado por Edward Burns.

## Sinopse
O círculo começa com Tommy Reilly, um escritor de escritor de uma vez que se tornou o produtor de um programa de notícias de entretenimento de televisão semanal , em vez de escolha, e manteve-se com o dinheiro em vez de qualquer satisfação profissional. Tirado por sua namorada ao vivo sem aviso prévio, ele se move temporariamente com o colega Carpo, um Lothario envelhecido pronto para oferecer conselhos ilimitados e inúteis - românticos.
Em uma loja de vídeo, Tommy conhece a professora de gramática Maria Tedesko. Os dois flertam, se encontram para o café e começam a namorar. Maria, recentemente divorciada, tem dificuldade em se comprometer com um novo relacionamento e parar de atender as chamadas de Tommy. Quando ela descobre que está grávida, ela tenta se reconectar com ele, mas no último momento opta por mentir e dizer-lhe que ela sai da cidade e escolhe criar a criança por conta própria.
O ex-marido de Maria, que deseja reconciliar com ela, é Benjamin Bazler, um porteiro da casa de apartamentos e aspirante a compositor cuja obsessão é a música rock dos anos 1960/1970 . Ele compartilha seu sonho de se tornar um músico de tempo integral com o transplante de Iowa Ashley, um estudante da NYU que trabalha como uma garçonete de café para se sustentar.
Ashley está envolvida em um caso com dentista casado consideravelmente mais velho, Griffin Ritso. Embora ele professasse amar sua amante, o Griffin, uma vez divorciado, evita deixar sua esposa Annie Matthews por medo de ser duas vezes perdedor no matrimônio. Eventualmente, a incapacidade de Griffin de se comprometer com seu relacionamento faz com que Ashley despegue e rejeite seus avanços para recuperá-la quando ela se envolve em um relacionamento com Benjamin.
A corretora imobiliária Annie não está satisfeita com seu casamento, mas é muito moral para considerar ter um caso. Ela se encontra confiada e flertando com um de seus clientes de caça em casa - Tommy Reilly. Assim, o círculo está completo.
Os segmentos narrativos estão misturados com entrevistas documentais em que os personagens abordam a câmera com seus pensamentos sobre sexo, amor e relacionamentos.

## Elenco
- Edward Burns - Tommy Reilly
- Rosario Dawson - Maria Tedesko
- David Krumholtz - Benjamin Bazler
- Brittany Murphy - Ashley
- Stanley Tucci - Griffin Ritso
- Heather Graham - Annie Matthews
- Dennis Farina - Carpo